# 木田詩子
木田 詩子（きだ うたこ、1967年1月23日 - ）は、日本の彫刻家である。木田のその作品は、美術館や公共施設に収蔵されている他、月刊誌「現代短歌」の表紙に使用されるなど、多くの人の眼に触れている。

## 略歴・人物
四人兄弟の次女として埼玉県新座市に生まれる。若い時代は音楽家、内藤慎也と ユニット“largo”を結成、音楽の仕事に従事している。ある時、名古屋でサモトラケのニケ像(レプリカ)に出会い、人間の創りだす途方もない美に大きな感銘をうけ、それを追い求める精神性に強く焦がれる。後年、北村西望の元アトリエ(北区文化振興財団運営)を中心に塑像・人体について学び、その後、独学で研鑽を積み、その制作方法を含め独自の世界を追求している。日本美術家連盟会員。菜食主義者。

## 主な展覧会
- 2007年 ～ 2012年　「日彫展」 国立新美術館他
- 2008年 ～ 2010年　「日展」 国立新美術館他
- 2009年 ～ 2015年　「北彫展」北とぴあ（東京都）
- 2009年　「夏の終わりのミニアチュール展」企画：ギャラリーノア（石川県）水の底に眠る書-古い森-常設
- 2010年 ～ 2012年　「現代美術展」 石川県立美術館・金沢21世紀美術館
- 2012年　「それぞれのリアリズム三人展」 企画：呼友館（埼玉県）
- 2013年　「遥かなる調べ 木田詩子展」 西田幾多郎記念哲学館主催（石川県）
- 2014年　「凛とした清浄なる世界 木田詩子作品特集」企画：三越日本橋本店
- 2014年　「木田詩子・栗原一郎展」企画：ぎゃるりー留歩（長野県）
- 2014年　「五百住乙人・木田詩子・栗原一郎三人展」企画：呼友館（埼玉県）
- 2015年　「サンクリューネ　グループ展」企画：画廊 宮坂（東京都）
- 2015年　「水の詩 遠藤麻木子 ・ 木田詩子展」企画：仙台三越
- 2015年　「遥かなる詩が聞こえる　木田詩子展」企画：ギャラリー La Mer（東京都）
- 2015年　「第十回北の大地ビエンナーレ記念企画 木田詩子・栗原一郎展」 中札内文化創造センター主催[3]
- 2015年　「静寂なる世界 木田詩子 展」 神田日勝記念美術館主催（北海道）[4]
- 2015年　「Kawagoe & Nakasatsunai 展」第10回北の大地ﾋﾞｴﾝﾅｰﾚ記念企画　呼友館（埼玉県）
- 2015年　「木田詩子彫刻 展」企画：ニュー・グリーンピア津南
- 2016年　「有元容子・木田詩子・本田希枝展」企画：画廊宮坂（東京都）
- 2016年　「第十四回NAU21世紀美術連立展」推薦出品 国立新美術館
- 2016年　「遥かなる調べ 木田詩子 展」企画：沼津信用金庫ストリートギャラリー
- 2016年　「中札内村コレクション　木田詩子・栗原一郎・坂口國男・松樹路人・吉崎道治展」 中札内文化創造センター主催
- 2017年　「現代短歌」表紙作品として2016年12月号より1年間採用される
- 2017年　「しのの会 展 五百住乙人・木田詩子」企画：画廊宮坂（東京都）
- 2017年　「第十五回NAU21世紀美術連立展 奨励賞受賞作家展/木田詩子展」国立新美術館
- 2017年　「木田詩子　“千年の樹-水の底に眠る書-”展示」 森美術館（いわき市）
- 2017年　「五百住乙人・木田詩子 展」企画：帝国ホテルプラザ尾山ギャラリー（大阪府）
- 2017年　「‘現代短歌’表紙作品 木田詩子展」企画：ギャラリー林（東京都）
- 2018年　「木田詩子～祈りの形展～」企画：Galleria時の雫（東京都）
- 2018年　「木田詩子・さきやあきら・佐々木英豊展」 企画：呼友館（埼玉県）
- 2018年　「『はじめ詩』寄贈記念ハープコンサート」中札内村教育委員会主催
- 2018年　「現代短歌社フェア」 紀伊国屋書店新宿本店
- 2018年　国際学院創立者　大野誠先生　胸像制作　 国際学院埼玉短期大学
- 2019年　国際学院学母　大野敦子先生　胸像制作　 国際学院埼玉短期大学
- 2019年　「木田詩子・吉崎道治展」 中札内文化創造センター主催
- 2019年　「木田詩子彫刻展」athalie（東京都）
- 2019年　小田鮎子の歌集「海、または迷路」の表紙に「恋文〜冬〜」が採用される。
- 2020年　東京バレエ団の芸術監督、斎藤友佳理氏のトゥシューズ制作。作品名「ユカリューシャ」
- 2020年 「静寂の情景を描く展-五百住乙人・木田詩子 -」企画：沼津信用金庫 ストリートギャラリー
- 2020年　紺綬褒章受賞[5]
- 2021年　朝日新聞1月19日「創作熱」[6]に紹介掲載される。
- 2021年　新美術新聞4月11日号にてKAHO GALLERY「木田詩子 海の夢展」が紹介、掲載される（美術年鑑社）
- 2021年　「木田詩子 海の夢展」企画：KAHO GALLERY（京都府）[7]
- 2021年　新美術新聞9月1日号”画材考”へ執筆
- 2023年　与論町政60周年記念式典に伴い、海開きと共に木田詩子作品 ”千年の樹”ブロンズ像が与論島ミコノス通りに設置され、除幕式が行われる。
- 2023年　「祈りの刻　木田詩子彫刻展」石動山　伊須流岐比古神社大宮坊　後援：中能登町教育委員会（石川県）[8]
- 2024年 「O氏コレクション展」企画：沼津信用金庫 ストリートギャラリー

## 受賞歴
- 2020年　「紺綬褒章」[9]
- 2016年　「奨励賞受賞」第14回NAU21世紀美術連立展」，国立新美術館
- 2010年　「北國新聞社奨励賞」日展，石川県立美術館 (金沢展)
- 2010年　「日彫賞」(会員推挙)　日彫展，国立新美術館[10]
- 2010年　「北國賞」現代美術展，21世紀美術館
- 2008年　「北陸日彫会賞」第３８回日彫北陸展
- 2008年　「北区長賞」北区美術展，北とぴあ
- 2007年　「北区美術会賞」北区美術展，北とぴあ

## 書籍
- 2019年「海、または迷路」小田鮎子著（歌人）表紙に採用される（現代短歌社）ISBN 9784865343083
- 2017年「現代短歌」表紙に採用される（2016年12月号 ～ 2017年11月号の全12冊）（現代短歌社）
- 2016年「木田詩子彫刻作品集」発刊 呼友館 ISBN 9784990891305

## 公共施設収蔵
- 与論島　ミコノス通り(鹿児島)
- 求菩提山宝地院　愛山荘(九州)「千年の樹」原型（処女作）
- 東京バレエ団(目黒)「ユカリューシャ」
- 中札内村文化創造センター (北海道)「水の底に眠る砦」「はじめ詩」[11][出典無効]「水の底に降りたアリア」
- 国際学院埼玉短期大学 (埼玉県)「大野誠像」「大野敦子像」
- 新薬師寺(奈良県)「詩を紡ぐ」（ブロンズ）
- 西田幾多郎記念哲学館 (石川県)『水の底に眠る書』[12]
- 神田日勝記念美術館 (北海道) 「詩を紡ぐ」ブロンズ
- 置戸ぽっぽ絵画館 (北海道)「雲の門番」(山下宏明像)